# دان تايلور
دان تايلور (بالإنجليزية: Dan Taylor)‏ (17 مارس 1993 بنيوكاسل أبون تاين في المملكة المتحدة - ) هو لاعب كرة قدم بريطاني في مركز الهجوم. لعب مع أولدهام أثلتيك ونيوكاسل يونايتد ونادي أشينغتون ‏.

## وصلات خارجية
- دان تايلور على موقع قاعدة بيانات كرة القدم.إي يو (الإنجليزية)
- دان تايلور على موقع Soccerbase.com (لاعب) (الإنجليزية)